# St. Thomas (Missouri)
St. Thomas is een plaats (town) in de Amerikaanse staat Missouri, en valt bestuurlijk gezien onder Cole County.

## Demografie
Bij de volkstelling in 2000 werd het aantal inwoners vastgesteld op 287.

## Geografie
Volgens het United States Census Bureau beslaat de plaats een oppervlakte van
3,0 km², geheel bestaande uit land.

## Plaatsen in de nabije omgeving
De onderstaande figuur toont nabijgelegen plaatsen in een straal van 24 km rond St. Thomas.